# Huchenneville
Huchenneville est une commune française située dans le département de la Somme, en région Hauts-de-France.
Depuis le 13 février 2020, la commune fait partie du parc naturel régional Baie de Somme - Picardie maritime.

## Géographie

### Localisation
Huchenneville est un village picard du Vimeu.
À vol d'oiseau, la localité est située à 7 km au sud d'Abbeville et à 40 km au nord-ouest d'Amiens.
Le territoire de la commune est limitrophe de ceux de sept communes.
Les communes limitrophes sont Mareuil-Caubert, Bailleul, Béhen, Bray-lès-Mareuil, Huppy, Limeux et Moyenneville.

### Hydrographie
La commune est située dans le bassin Artois-Picardie. Elle n'est drainée par aucun cours d'eau.

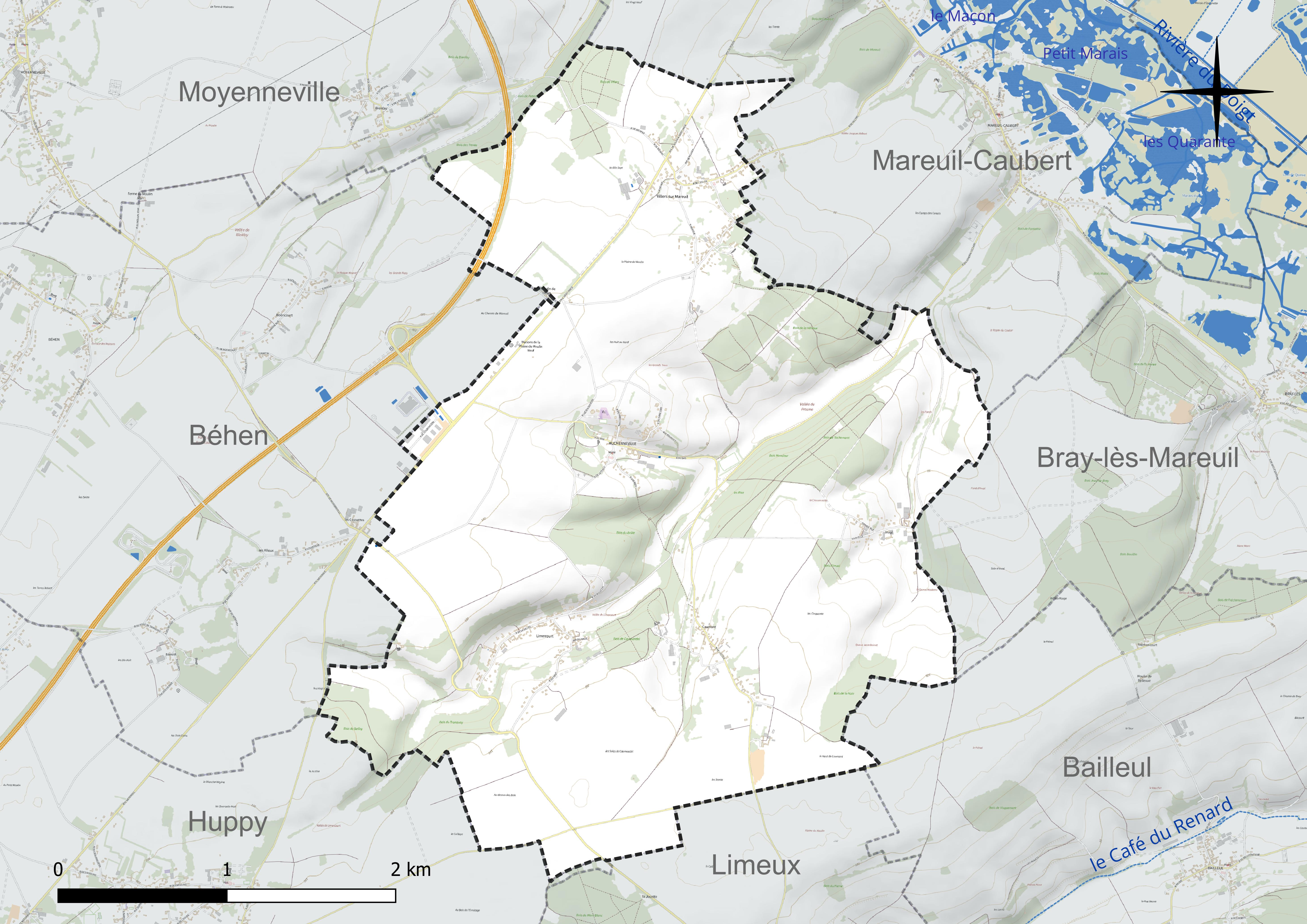
Réseau hydrographique d'Huchenneville.

### Climat
Pour des articles plus généraux, voir Climat des Hauts-de-France et Climat de la Somme.
En 2010, le climat de la commune est de type climat océanique altéré, selon une étude du CNRS s'appuyant sur une série de données couvrant la période 1971-2000. En 2020, Météo-France publie une typologie des climats de la France métropolitaine dans laquelle la commune est exposée à un climat océanique et est dans la région climatique Côtes de la Manche orientale, caractérisée par un faible ensoleillement (1 550 h/an) ; forte humidité de l'air (plus de 20 h/jour avec humidité relative > 80 % en hiver), vents forts fréquents.
Pour la période 1971-2000, la température annuelle moyenne est de 10,5 °C, avec une amplitude thermique annuelle de 13,1 °C. Le cumul annuel moyen de précipitations est de 733 mm, avec 12,3 jours de précipitations en janvier et 8,6 jours en juillet. Pour la période 1991-2020, la température moyenne annuelle observée sur la station météorologique la plus proche, située sur la commune d'Abbeville à 7 km à vol d'oiseau, est de 11,0 °C et le cumul annuel moyen de précipitations est de 806,2 mm,. Pour l'avenir, les paramètres climatiques de la commune estimés pour 2050 selon différents scénarios d'émission de gaz à effet de serre sont consultables sur un site dédié publié par Météo-France en novembre 2022.

## Urbanisme

### Typologie
Au 1er janvier 2024, Huchenneville est catégorisée commune rurale à habitat dispersé, selon la nouvelle grille communale de densité à sept niveaux définie par l'Insee en 2022.
Elle est située hors unité urbaine. Par ailleurs la commune fait partie de l'aire d'attraction d'Abbeville, dont elle est une commune de la couronne,. Cette aire, qui regroupe 73 communes, est catégorisée dans les aires de 50 000 à moins de 200 000 habitants,.

### Occupation des sols
L'occupation des sols de la commune, telle qu'elle ressort de la base de données européenne d'occupation biophysique des sols Corine Land Cover (CLC), est marquée par l'importance des territoires agricoles (83,9 % en 2018), en diminution par rapport à 1990 (86,1 %). La répartition détaillée en 2018 est la suivante : 
terres arables (58,1 %), zones agricoles hétérogènes (18 %), forêts (13,9 %), prairies (7,8 %), zones urbanisées (2,2 %). L'évolution de l'occupation des sols de la commune et de ses infrastructures peut être observée sur les différentes représentations cartographiques du territoire : la carte de Cassini (XVIIIe siècle), la carte d'état-major (1820-1866) et les cartes ou photos aériennes de l'IGN pour la période actuelle (1950 à aujourd'hui).

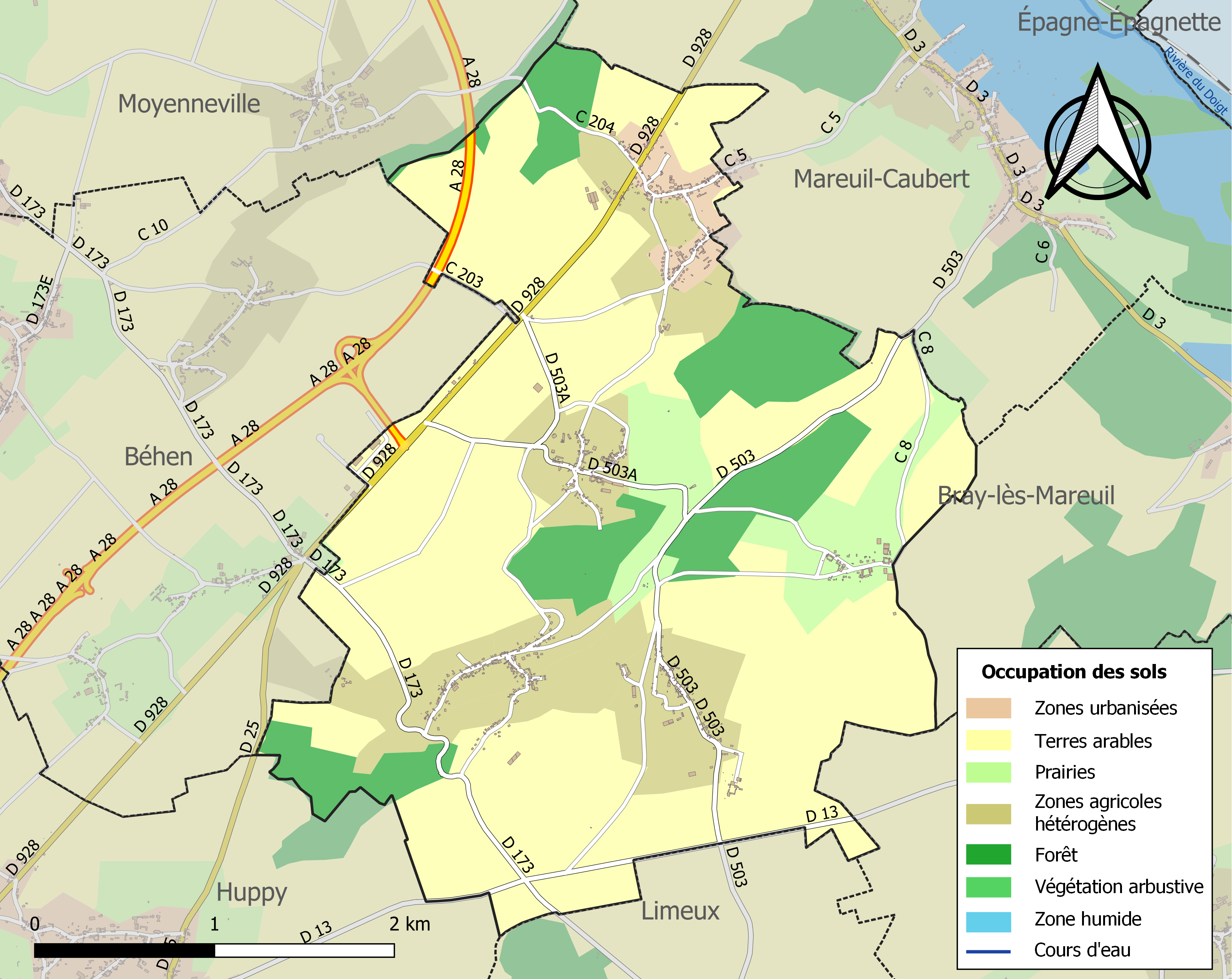
Carte des infrastructures et de l'occupation des sols de la commune en 2018 (CLC).

### Lieux-dits, hameaux et écarts
La localité  comprend cinq hameaux dont Caumont, avec son château de Caumondel, Limercourt, Inval et Villers-sur Mareuil.

### Voies de communication et transports
Le village est desservi par l'axe Abbeville - Rouen (ancienne RN 28), son territoire est tangenté à l'ouest par l'autoroute A28.
En 2019, la localité est desservie par la ligne d'autocars no 20 (Oisemont - Abbeville)  du réseau Trans'80, Hauts-de-France, les jours du marché d'Abbeville, le mercredi et le samedi.

## Toponymie
Le nom de la localité est attesté sous les formes Huchaineville en 1301 ; Huchenneville en 1646 ; Huchenville en 1648 ; Huchesneville en 1696 ; Hucheville en 1710 ; Hucheneville en 1752.

## Histoire
La famille Le Bel, puis Le Bel d'Huchenneville, a possédé la seigneurie du lieu du XVIe au XVIIIe siècle.
Les Le Bel, seigneurs d'Huchenneville, furent plusieurs fois maïeurs d'Abbeville : de 1560 à 1586, ainsi qu'en 1670.
Peu avant la Révolution, la seigneurie d'Huchenneville passa dans la famille de Buissy d'Yvrench, par mariage.
Au début de la Seconde Guerre mondiale, lors de bataille d'Abbeville, le 1er bataillon du 22e régiment d'infanterie coloniale comptant à l'origine 800 hommes a pour ordre de reprendre le château d'Huchenneville  puis les monts Caubert. Les combats à Villers-sur-Mareuil du 30 mai au 2 juin 1940 lui coûteront 85 tués dont son chef.

## Politique et administration
| Période                                  | Période                   | Identité           | Étiquette | Qualité |
| ---------------------------------------- | ------------------------- | ------------------ | --------- | ------- |
| Les données manquantes sont à compléter. |                           |                    |           |         |
| mars 2001                                | mars 2014                 | Philippe Crimet    |           |         |
| mars 2014                                | mai 2020                  | Jean-Claude Avisse |           |         |
| mai 2020                                 | En cours (au 31 mai 2020) | Guy Hazard         |           |         |

## Population et société

### Démographie
L'évolution du nombre d'habitants est connue à travers les recensements de la population effectués dans la commune depuis 1793. Pour les communes de moins de 10 000 habitants, une enquête de recensement portant sur toute la population est réalisée tous les cinq ans, les populations de référence des années intermédiaires étant quant à elles estimées par interpolation ou extrapolation. Pour la commune, le premier recensement exhaustif entrant dans le cadre du nouveau dispositif a été réalisé en 2006.

En 2022, la commune comptait 681 habitants, en évolution de +1,79 % par rapport à 2016 (Somme : −1,26 %, France hors Mayotte : +2,11 %).
| 1793 | 1800 | 1806 | 1821 | 1831 | 1836 | 1841 | 1846 | 1851 |
| ---- | ---- | ---- | ---- | ---- | ---- | ---- | ---- | ---- |
| 660  | 704  | 753  | 773  | 822  | 809  | 816  | 842  | 853  |

| 1856 | 1861 | 1866 | 1872 | 1876 | 1881 | 1886 | 1891 | 1896 |
| ---- | ---- | ---- | ---- | ---- | ---- | ---- | ---- | ---- |
| 888  | 900  | 914  | 861  | 832  | 775  | 790  | 808  | 775  |

| 1901 | 1906 | 1911 | 1921 | 1926 | 1931 | 1936 | 1946 | 1954 |
| ---- | ---- | ---- | ---- | ---- | ---- | ---- | ---- | ---- |
| 752  | 727  | 740  | 694  | 669  | 605  | 611  | 588  | 599  |

| 1962 | 1968 | 1975 | 1982 | 1990 | 1999 | 2006 | 2011 | 2016 |
| ---- | ---- | ---- | ---- | ---- | ---- | ---- | ---- | ---- |
| 577  | 592  | 560  | 581  | 667  | 665  | 661  | 664  | 669  |

| 2021 | 2022 | - | - | - | - | - | - | - |
| ---- | ---- | - | - | - | - | - | - | - |
| 674  | 681  | - | - | - | - | - | - | - |

### Enseignement
L'école locale, un regroupement pédagogique concentré, compte 111 élèves à la rentrée 2017. Il scolarise les enfants de Béhen, Huchenneville et Ercourt.

## Culture locale et patrimoine

### Lieux et monuments
- Chapelle.
- Église Saint-Pierre d'Huchenneville, dont le chœur du XVIe siècle, à l'origine une simple chapelle, a été réuni à la tour-clocher (XVIe siècle) par une nef, au XIXe siècle. L'édifice conserve 18 objets protégés au titre des monuments historiques[25]
- Église Saint-Martin de Villers-sur-Mareuil. L'ancienne église a été détruite des faits de guerre en 1940. Cet édifice moderne dédié à l'évêque de Tours en conserve une statue sur son pignon[26] .

- Chapelle funéraire  des familles de Hauteclocque et de Buissy, érigée en 1877[26].
- Chapelle funéraire de la famille Le Bachelier de la Rivière, près de l'église de Villers-sur-Mareuil[26].
- Réplique de la grotte de Lourdes à Villers, propriété privée de la famille de la Rivière, édifiée en 1879[26].
- La randonnée du circuit d'Inval : 10 km, 3 heures de marche.

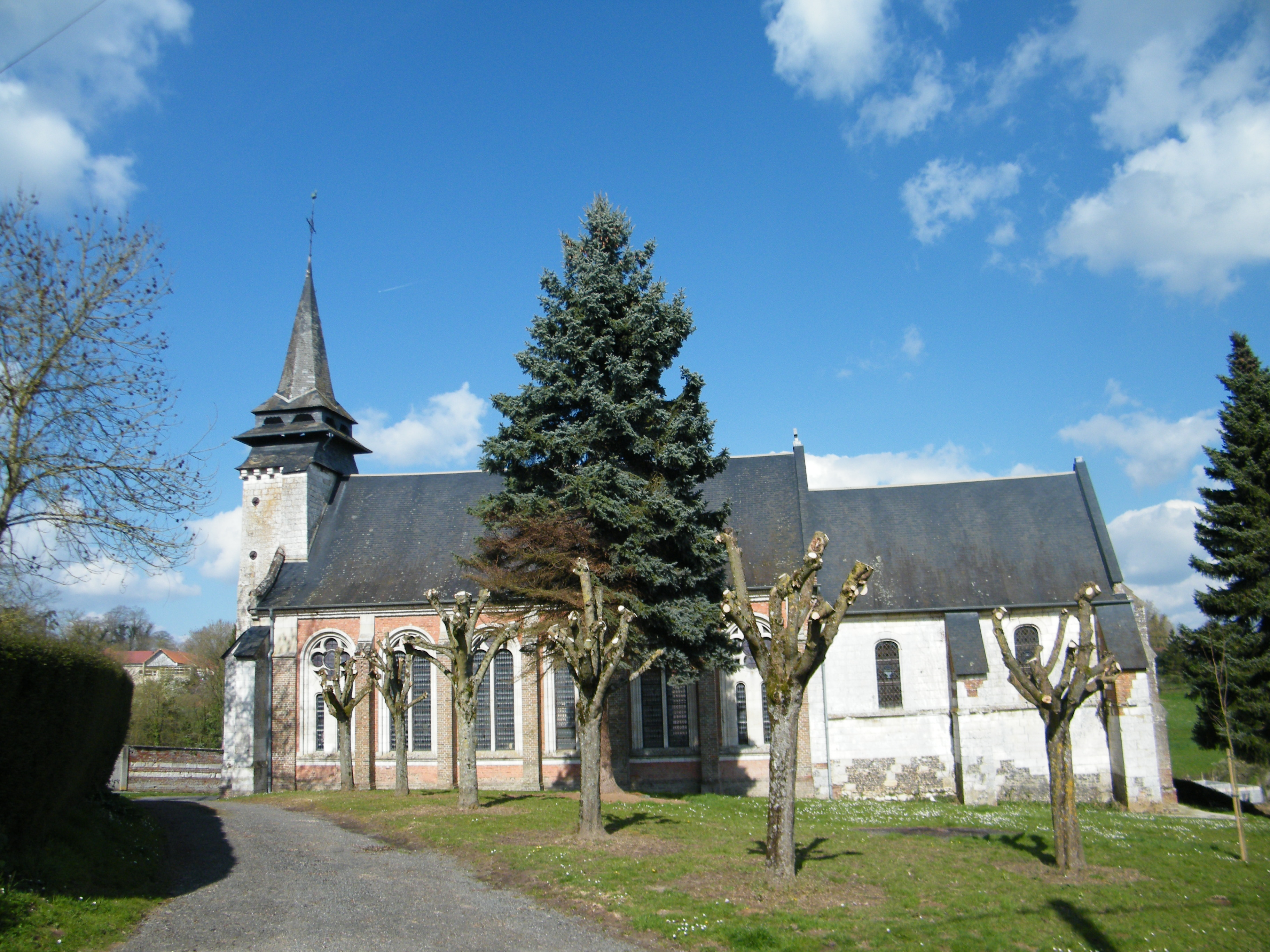
Église d'Huchenneville.
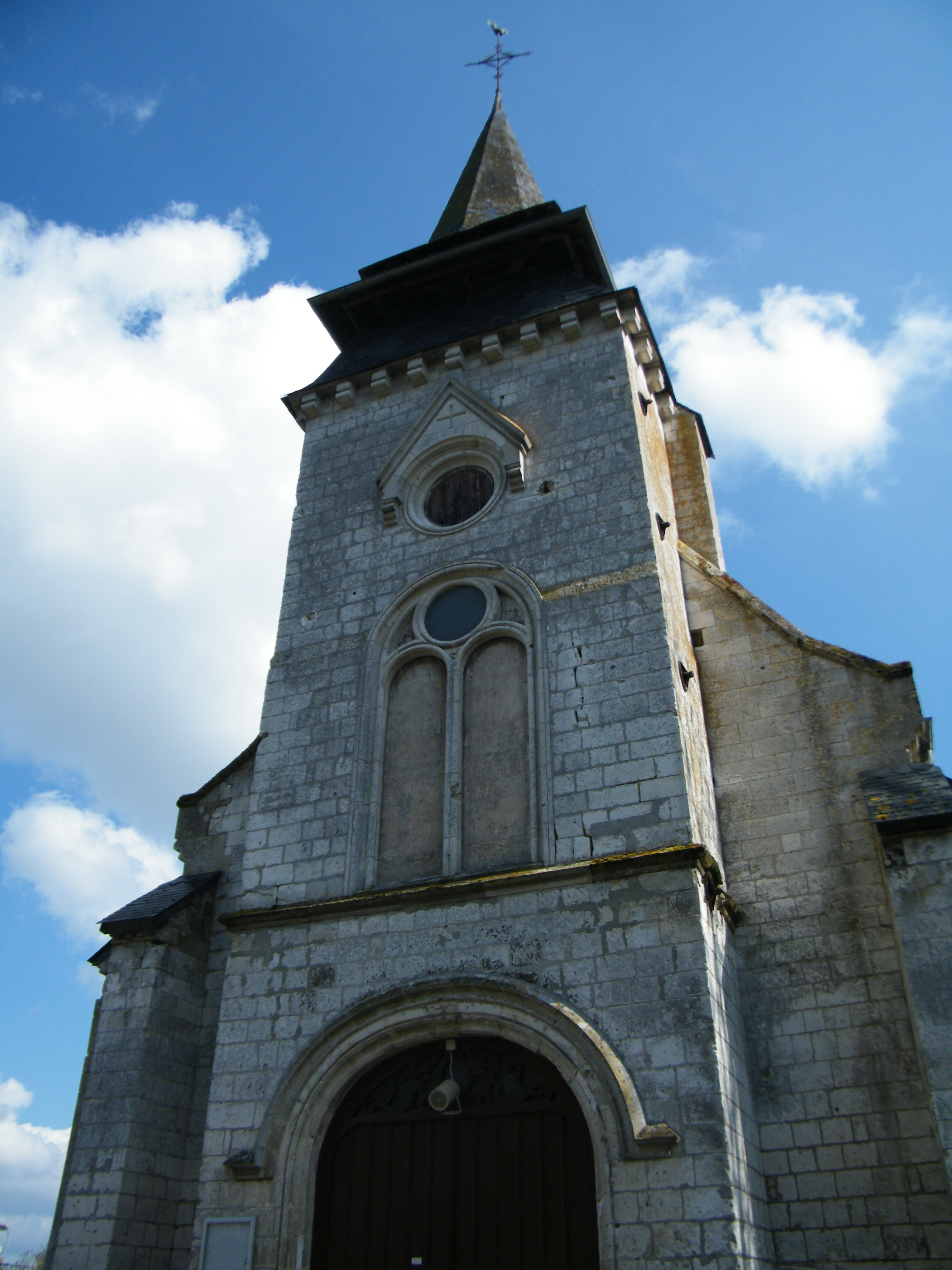
Clocher de l'église d'Huchenneville.
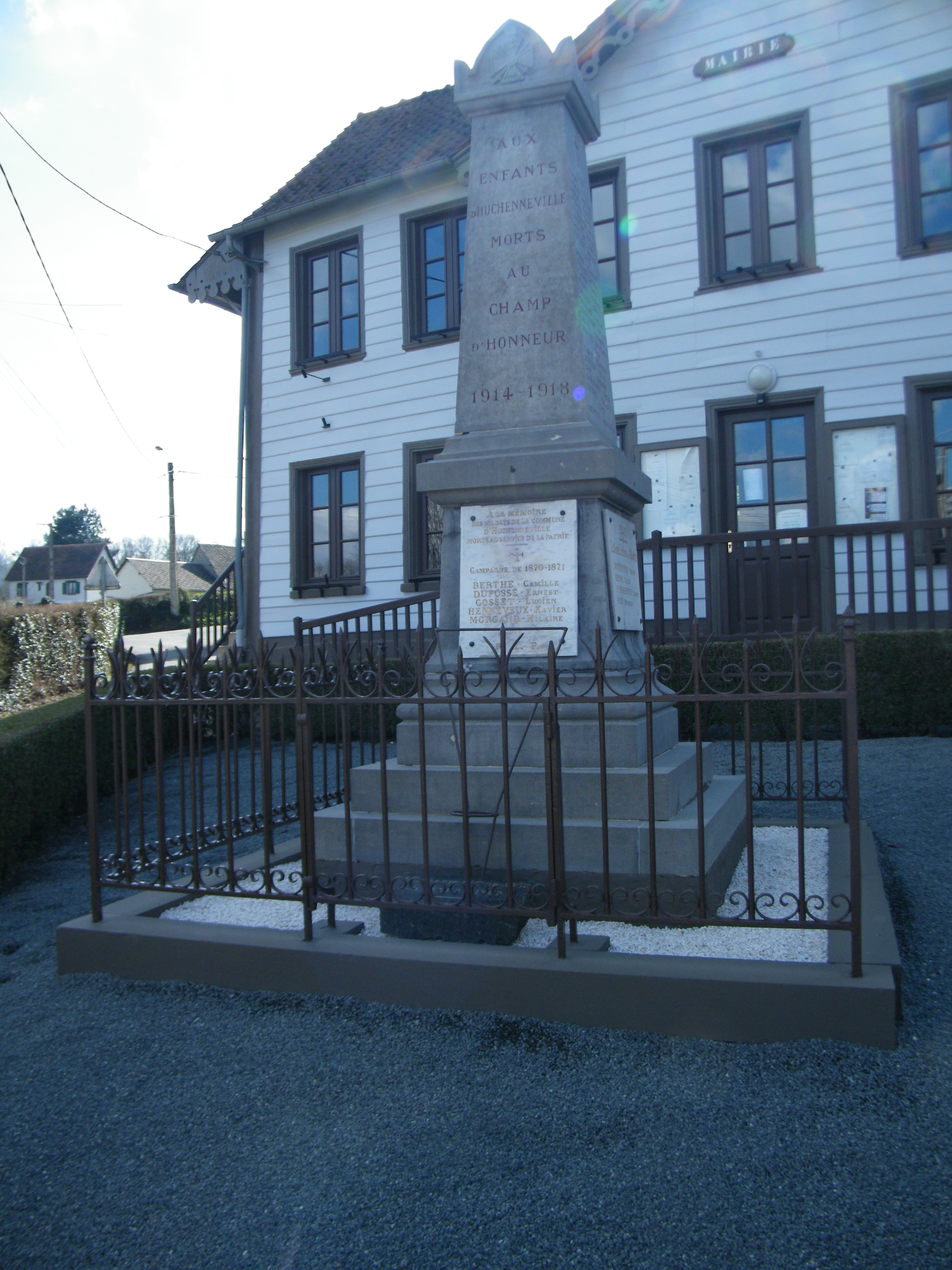
Monument aux morts, devant la mairie.
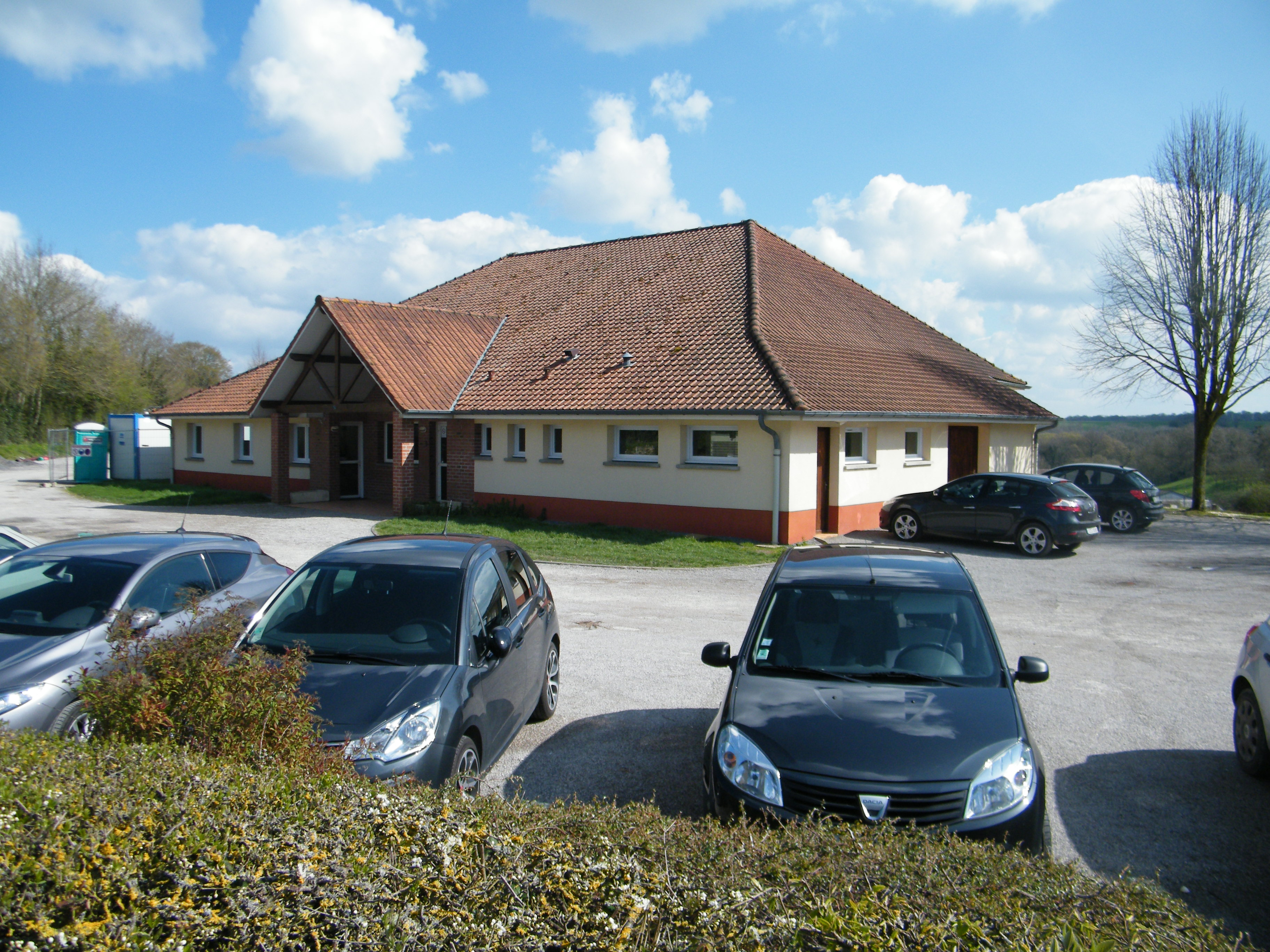
Groupe scolaire intercommunal Béhen-Ercourt-Huchenneville.
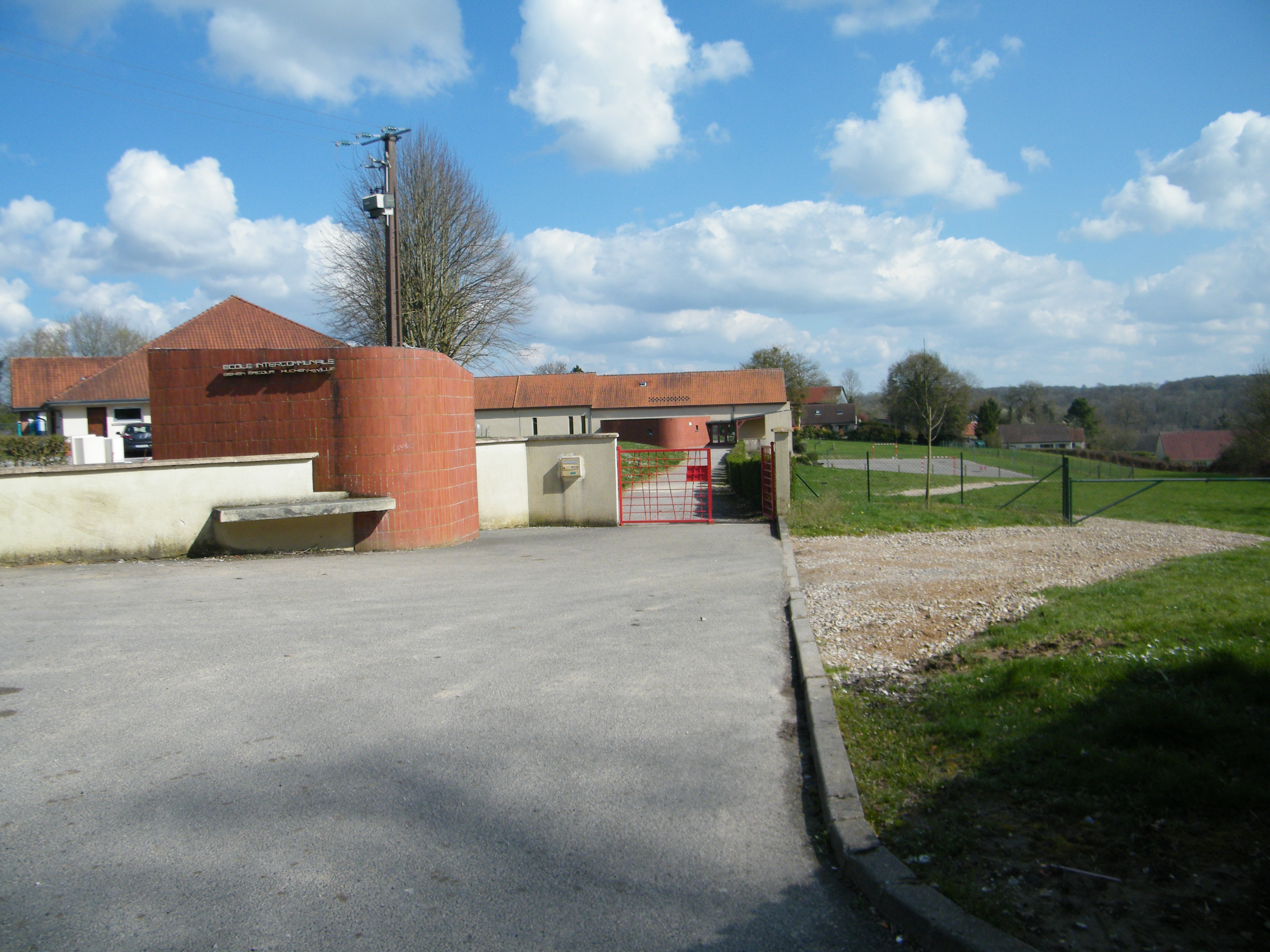
Entrée du groupe scolaire.

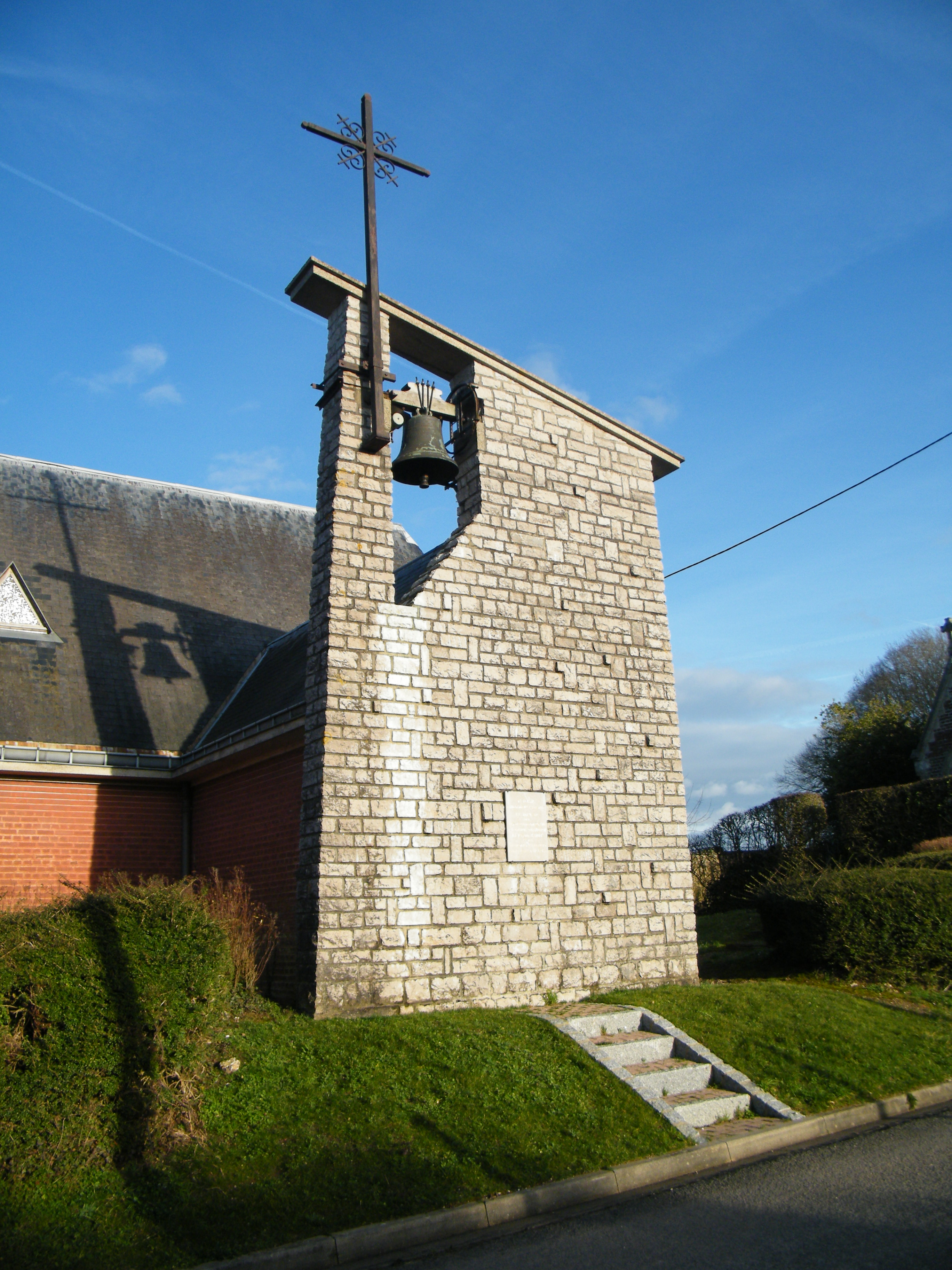
Villers-sur-Mareuil, clocher à campenard.
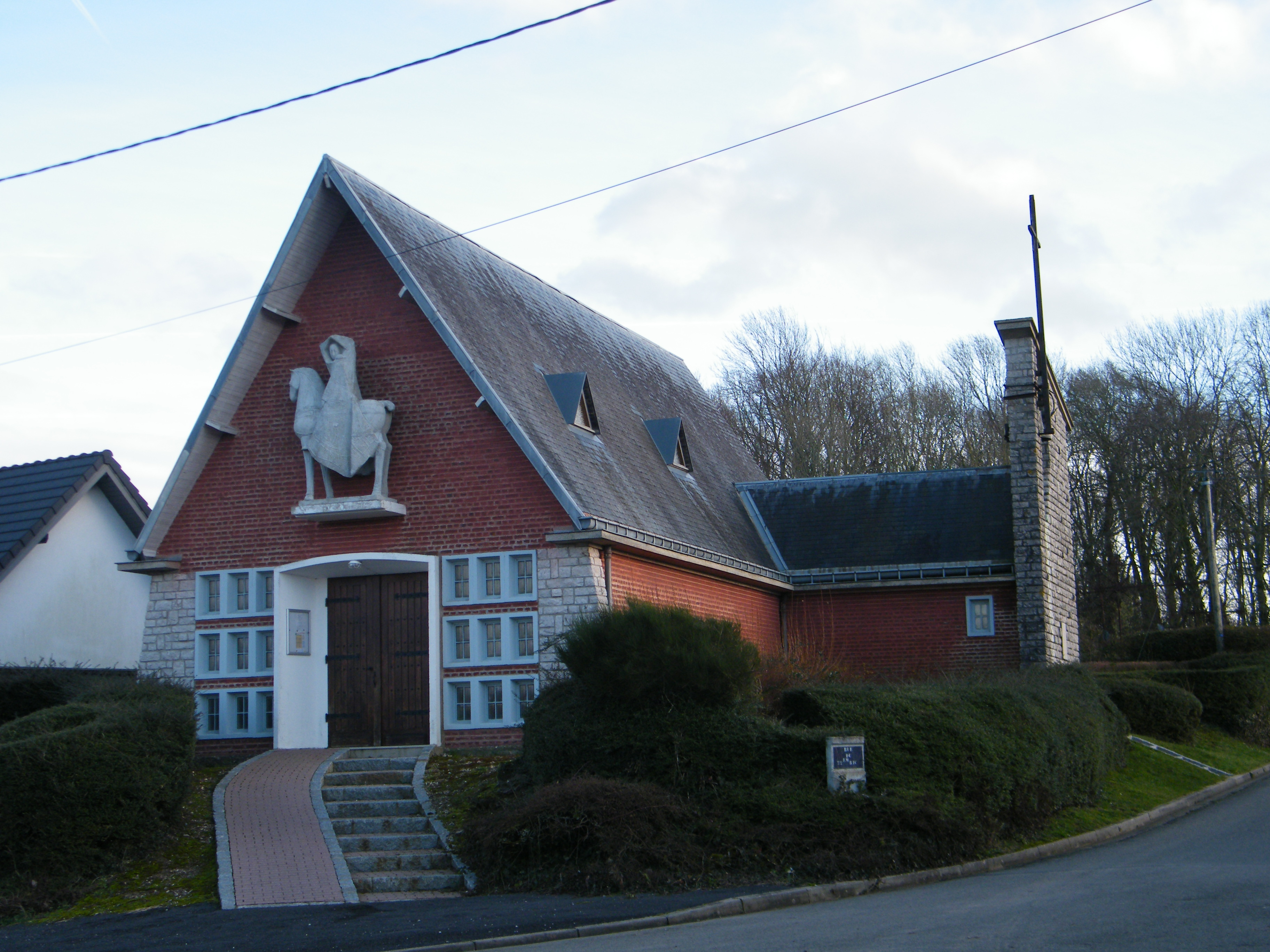
Villers-sur-Mareuil,  entrée de l'église Saint-Martin.
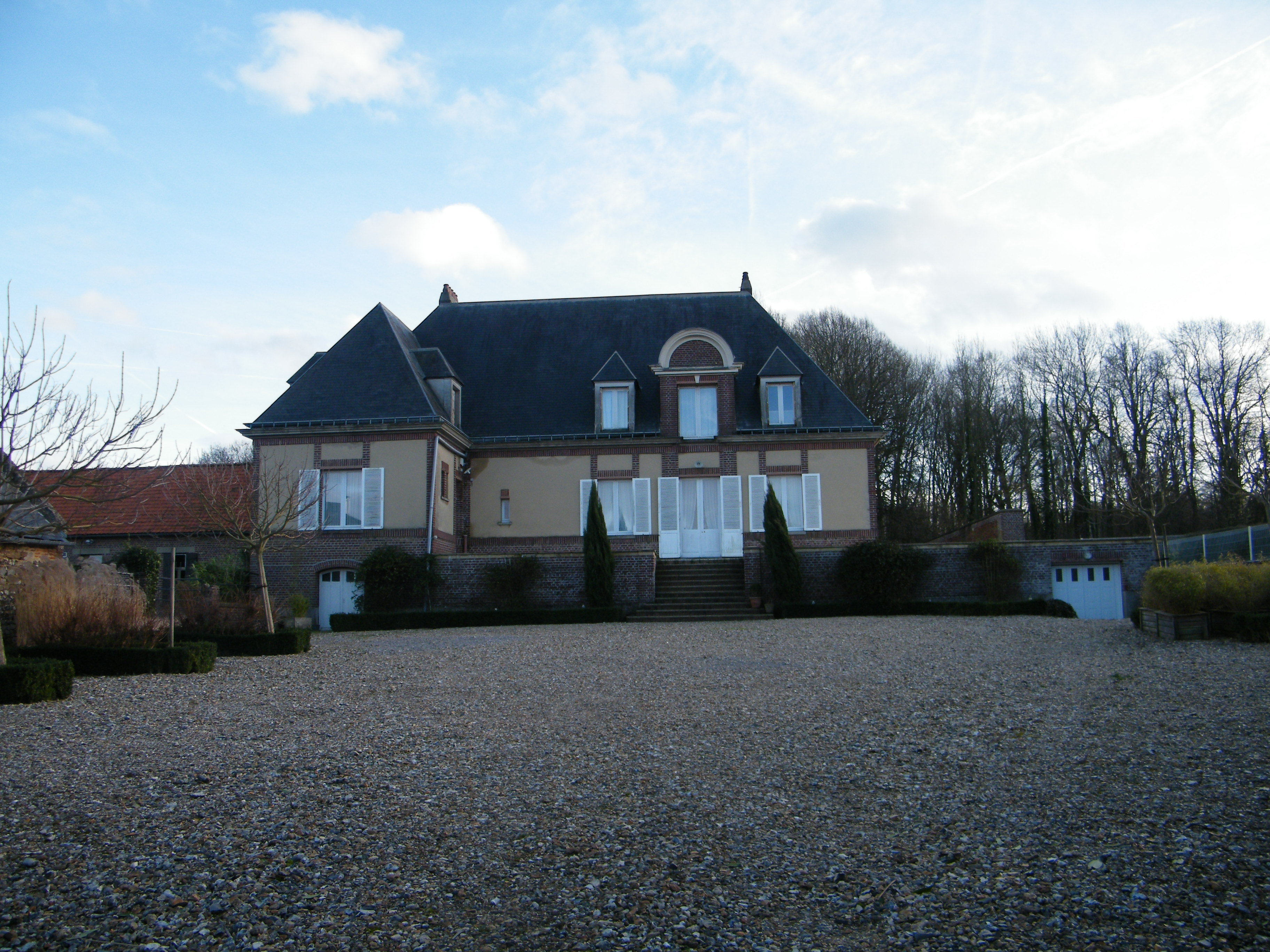
Château.
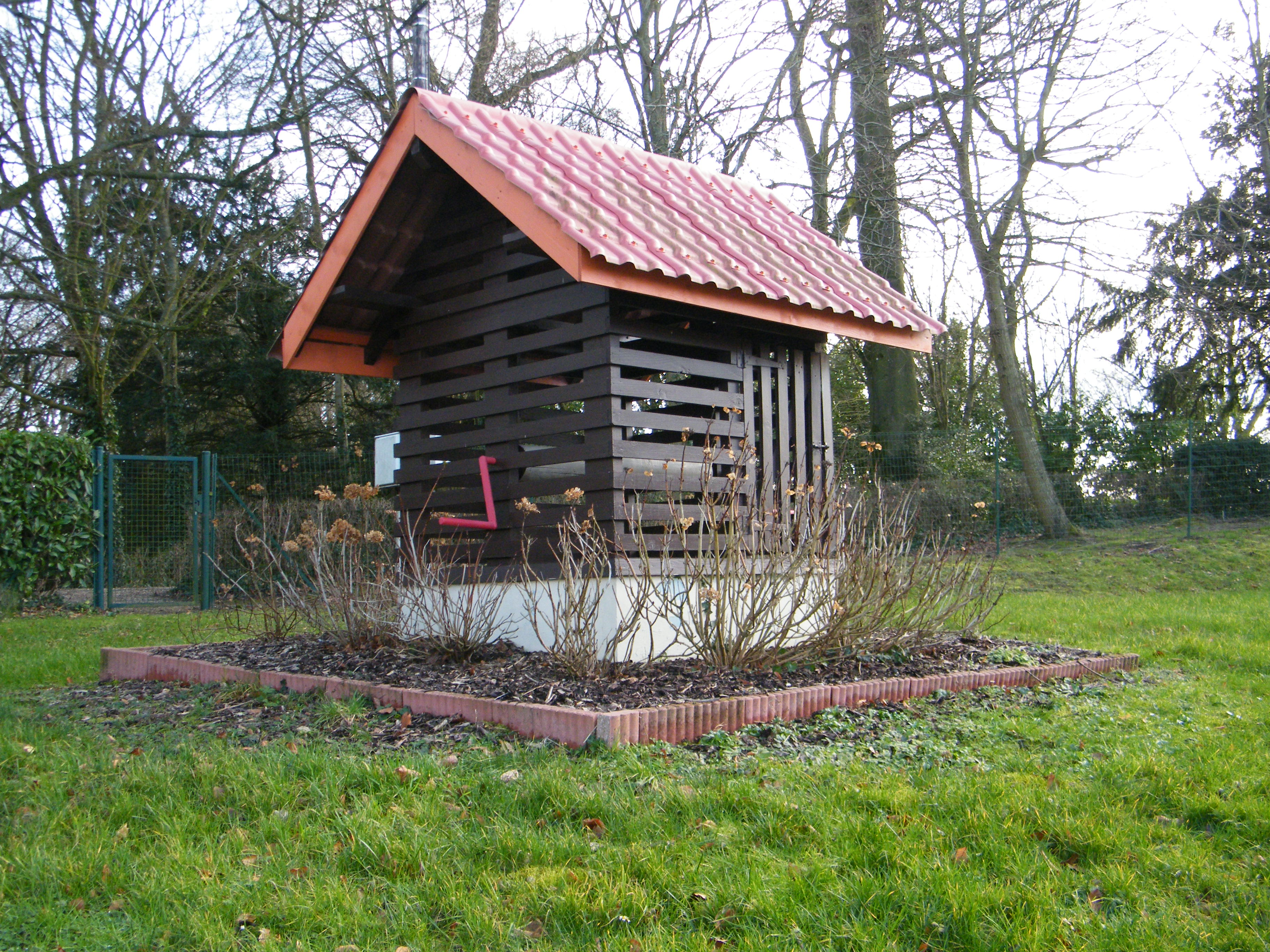
Vieux puits.
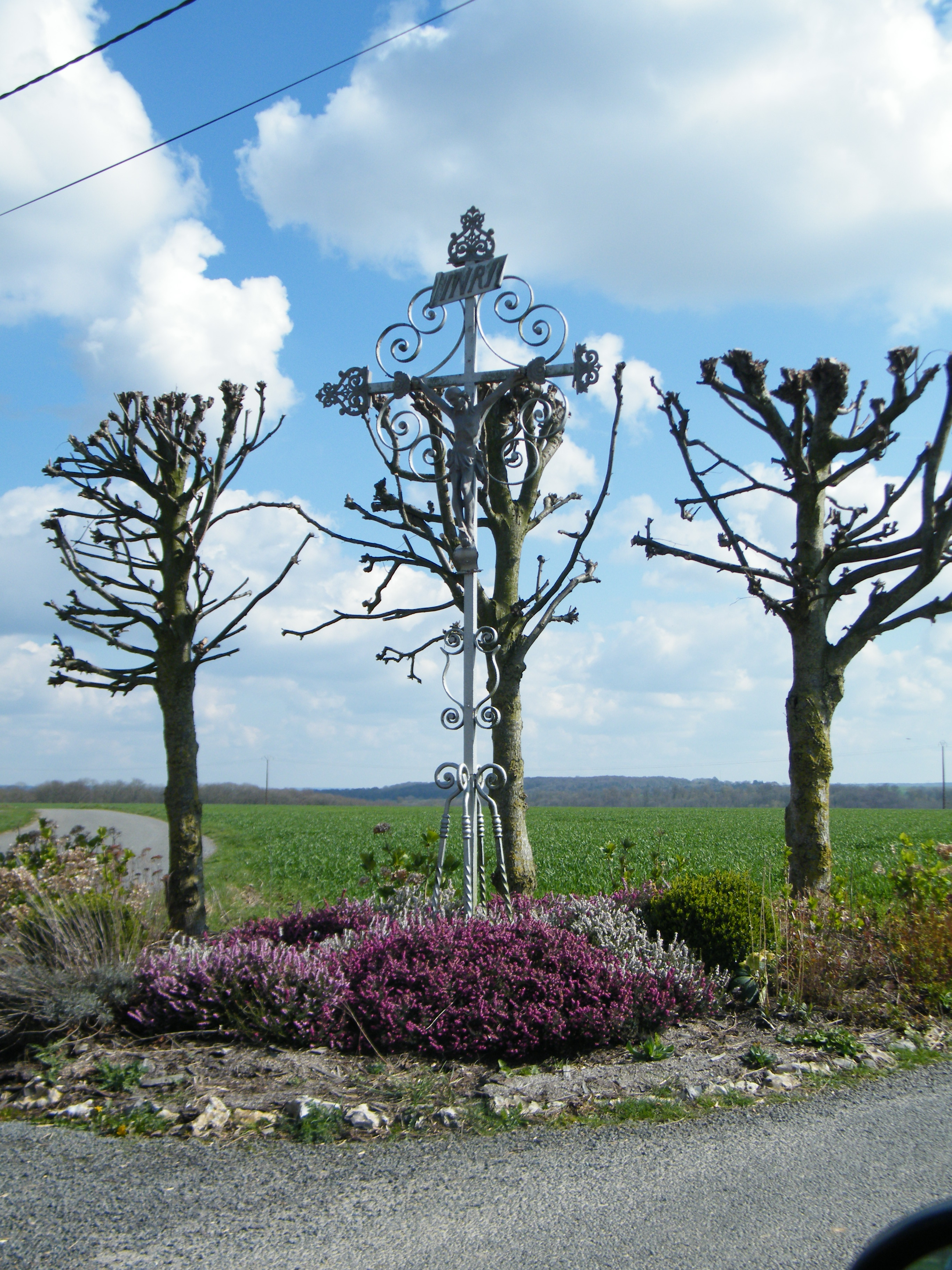
Calvaire sur la route de Villers-sur-Mareuil.

### Héraldique
| Blason de Huchenneville | Blason  | D'azur au chevron d'or chargé de trois roses de gueules, accompagné de trois molettes d'argent et en cœur d'un trou de serrure d'or. Le blason est adopté le 10 décembre 2015 par le conseil municipal qui relève les armes de la famille Le Bel d'Huchenneville. Cependant, les éperons sont d'argent, au lieu d'or et un "trou de serrure" a été ajouté, censé évoquer le Vimeu industriel voisin. Les Le Bel furent aussi seigneurs du hameau d'Inval de 1669 à 1775. Ils portaient "d'azur au chevron d'or chargé de trois roses de gueules, accompagné de trois molettes d'éperons d'or". |
| Blason de Huchenneville | Détails | Le statut officiel du blason reste à déterminer. |